# One On One Tour
One On One Tour fue una gira musical del músico británico Paul McCartney. La gira comenzó el 13 de abril de 2016 con un concierto en la ciudad de Fresno y culminó un año después en Nueva Zelanda.

## Trasfondo
Previo al anuncio oficial de la gira, McCartney reveló dos fechas en los festivales europeos Pinkpop Festival y Rock Werchter en junio. El 9 de marzo, coincidiendo con la muerte del legendario productor George Martin, McCartney anunció el nombre de la gira y las primeras fechas oficiales tanto en Norteamérica como en Europa. Posteriormente, McCartney anuncio más fechas en Norteamérica para el mes de mayo. La gira se caracterizó porque, en lugar de publicitar varias fechas de forma seguida, cada concierto fue anunciado de forma individual y con noticias espaciadas en el tiempo como ocurrió en la anterior gira Out There!. Según el comunicado de prensa, la gira incluirá un "nuevo diseño del escenario deslumbrante" y una lista de canciones que abarcará la carrera musical de McCartney tanto en los grupos The Quarrymen, The Beatles y Wings como en solitario.
El primer show de la gira se realizó en Fresno el 13 de abril de 2016 donde McCartney interpretó A Hard Day's Night y Love Me Do después de casi 50 años. Los siguientes conciertos en Estados Unidos se realizaron el 15 y 17 de marzo en Oregón y Washington respectivamente. Los días 4 y 5 de mayo se presentó en Minneapolis, donde rindió homenaje al fallecido cantante Prince interpretando Let's Go Crazy durante estas dos presentaciones.
McCartney regresó a Argentina después de casi seis años desde la gira Up and Coming. Se presentó por primera vez en Córdoba el 15 de mayo y en la ciudad de La Plata los días 17 y 19 mayo y antes del durante la película de Angry Birds: la película. Además el parlamento de la capital de Argentina ha decidido nombrar a McCartney como "Huésped de Honor" durante su estancia en Buenos Aires. Durante el concierto de McCartney en Córdoba se prohibió la venta de productos con carne y también la prohibición de asientos hechos con cuero de animales. Horas antes del segundo show de McCartney en La Plata recibió las llaves de la ciudad en una ceremonia breve y privada. Durante el primer concierto McCartney en La Plata, una niña de 10 años llamada Leila le pidió a Paul y a su banda que le permitiera tocar el bajo con ellos, el músico aceptó la oferta e interpretaron Get Back de los beatles.
En Europa, el concierto en Düsseldorf sería el primero en la ciudad desde 1972 con su banda Wings después de los Beatles.  La actuación de Múnich seguiría un descanso de 13 años desde la ciudad, y finalmente fue la anfitriona de una actuación en 2003 durante la gira Back in the World. McCartney visitaría el anfiteatro de Waldbühne en Berlín para su primera actuación en Berlín desde la gira Good Evening Europe en 2009. McCartney anunció el 29 de marzo una actuación en la ciudad de Praga que tendrá lugar en el O2 Arena el 16 de junio de 2016. Esta sería su primera actuación en la República Checa desde 2004.
Después de la exitosa visita de McCartney a Europa, programó más conciertos en Estados Unidos y Canadá hasta el mes de octubre.
Durante el concierto del 17 de julio en Boston, Bob Weir se unió a McCartney para interpretar los temas Hi Hi Hi y Helter Skelter. Fue la primera vez en que se reúnen un beatle con un integrante de Grateful Dead. El 21 de julio se presentó en la ciudad de Hamilton en el FirstOntario Centre donde horas antes se le otorgado el premio "Official Chart Record Breaker" por su exitosa carrera musical y por tener el récord de más álbumes en número 1 en el Reino Unido.

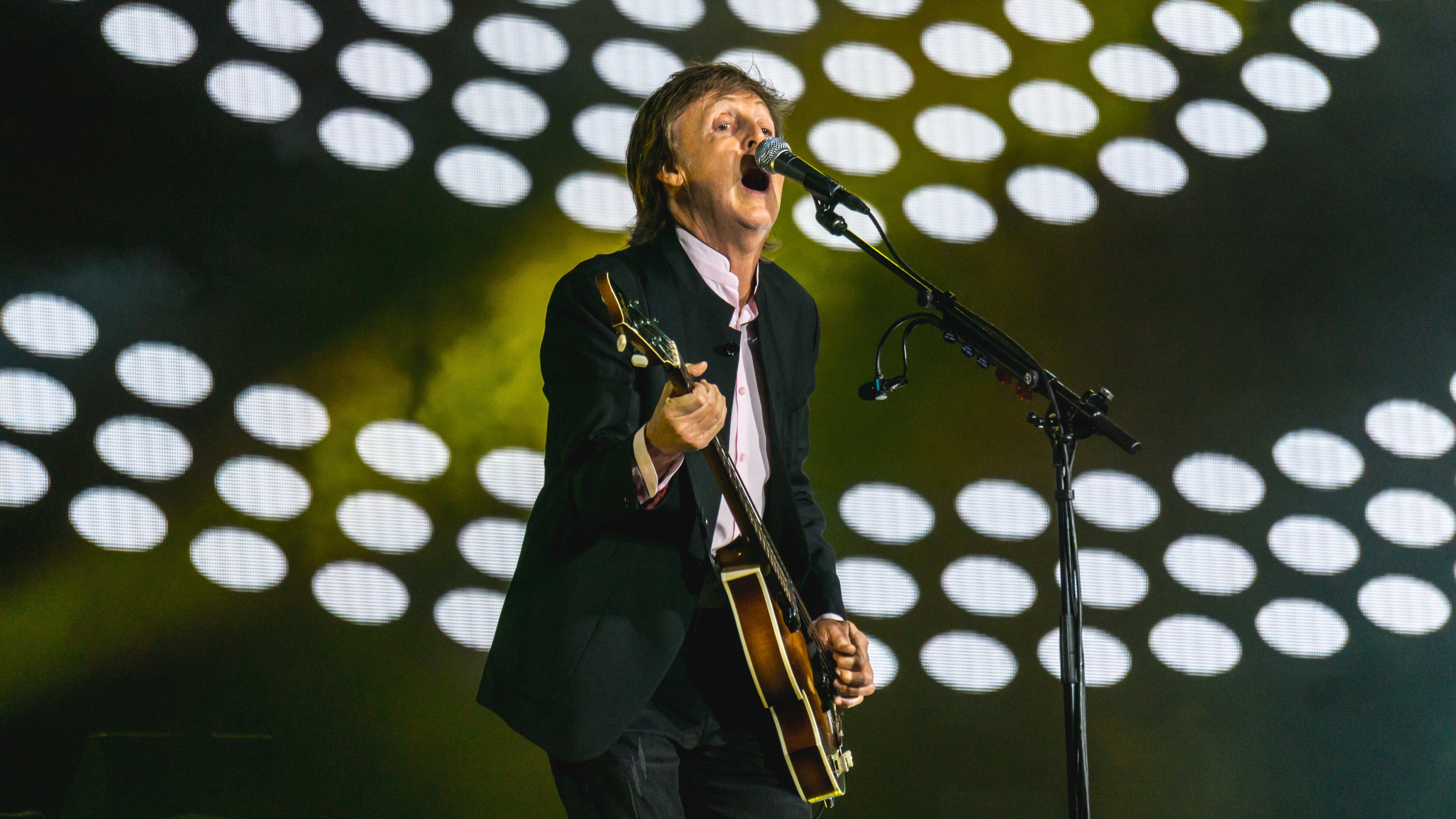
McCartney durante su presentación en el Desert Trip el 8 de octubre de 2016.

Para el primer show de Desert Trip, Paul realizó numerosos cambios de setlist, A Day in the Life / Give Peace a Chance fue interpretada con Neil Young al igual que Why Don't We Do It in the Road?, interpretada por primera vez en la carrera solista de McCartney. 
El tour tuvo una nueva etapa en 2017. Se presentó en la capital japonesa los días 27, 29 y 30 en el Tokio Dome después de 2 años de ausencia. El 9 de marzo anunció en su página web que se presentaría el 25 de abril en el Nippon Budokan. 
El 25 de abril de 2017 se confirmaron 14 conciertos en los meses de julio, septiembre y octubre en los Estados Unidos. Pero debido a la gran demanda en las entradas se anunciaron segundas fechas en algunos lugares.
Desde los conciertos de Newark, The Fool on the Hill salió del setlist, mientras que en las presentaciones de Nueva York fue reemplazada por A Day in the Life / Give Peace a Chance.
Paul regresó a Latinoamérica en octubre de 2017 ofreciendo  4 conciertos en distintas ciudades brasileñas. El 28 de octubre se presentó ante 48,026 fanes en la Ciudad de México, interactuó con los asistentes con palabras propias de los mexicanos como ¡Fuerza México!, frase que tomó fuerza tras los sismos del mes pasado. Además de haber interpretado un fragmento de The Back Seat of My Car, canción que hace alusión a la capital mexicana. La gira se extendió hasta el mes de diciembre con presentaciones en Oceanía. Al culminar el tour, la revista Billboard anunció que se habían recaudado $132 millones de dólares en el año convirtiéndola en la gira más exitosa del 2017.

## La Banda
| Rusty Anderson (guitarra eléctrica, guitarra acústica, coros)                          | Paul McCartney (vocalista, bajo, guitarra eléctrica, guitarra acústica, piano, ukelele) | Paul McCartney (vocalista, bajo, guitarra eléctrica, guitarra acústica, piano, ukelele) | Paul McCartney (vocalista, bajo, guitarra eléctrica, guitarra acústica, piano, ukelele) | Brian Ray (guitarra eléctrica, guitarra acústica, bajo, coros) |
| Paul "Wix" Wickens (teclados, guitarra acústica, percusión, armónica, acordeón, coros) | Paul McCartney (vocalista, bajo, guitarra eléctrica, guitarra acústica, piano, ukelele) | Paul McCartney (vocalista, bajo, guitarra eléctrica, guitarra acústica, piano, ukelele) | Paul McCartney (vocalista, bajo, guitarra eléctrica, guitarra acústica, piano, ukelele) | Abe Laboriel, Jr. (batería, percusión, coros)                  |

## Lista de canciones
| Setlist 2016 |
| --- |
| 1. "A Hard Day's Night" 2. "Save Us" 3. "Can't Buy Me Love" 4. "Letting Go" 5. "Temporary Secretary" 6. "Let Me Roll It" 7. "I've Got a Feeling" 8. "My Valentine" 9. "Nineteen Hundred and Eighty-Five" 10. "Here, There and Everywhere" 11. "Maybe I'm Amazed" 12. "We Can Work It Out" 13. "In Spite of All the Danger" 14. "You Won't See Me" 15. "Love Me Do" 16. "And I Love Her" 17. "Blackbird" 18. "Here Today" 19. "Queenie Eye" 20. "New" 21. "The Fool on the Hill" 22. "Lady Madonna" 23. "Four Five Seconds" 24. "Eleanor Rigby" 25. "Being for the Benefit of Mr Kite" 26. "Something" 27. "Ob-La-Di, Ob-La-Da" 28. "Band on the Run" 29. "Back in the U.S.S.R." 30. "Let It Be" 31. "Live and Let Die" 32. "Hey Jude" Encore: 1. "Yesterday" 2. "Hi Hi Hi" 3. "Birthday" 4. "Golden Slumbers"/"Carry That Weight"/"The End" |

| Desert Trip 1 |
| --- |
| 1. "A Hard Day's Night" 2. "Jet" 3. "Can't Buy Me Love" 4. "Letting Go" 5. "Day Tripper" 6. "Let Me Roll It" 7. "I've Got a Feeling" 8. "My Valentine" 9. "Nineteen Hundred and Eighty-Five" 10. "Maybe I'm Amazed" 11. "We Can Work It Out" 12. "In Spite of All the Danger" 13. "I've Just Seen a Face" 14. "Love Me Do" 15. "And I Love Her" 16. "Blackbird" 17. "Here Today" 18. "Queenie Eye" 19. "Lady Madonna" 20. "Four Five Seconds" 21. "Eleanor Rigby" 22. "Being for the Benefit of Mr Kite" 23. "A Day in the Life/Give Peace a Chance" (Con Neil Young) 24. "Why Don't We Do It in the Road?" (Con Neil Young) 25. "Something" 26. "Ob-La-Di, Ob-La-Da" 27. "Band on the Run" 28. "Back in the U.S.S.R." 29. "Let It Be" 30. "Live and Let Die" 31. "Hey Jude" Encore: 1. "I Wanna Be Your Man" 2. "Helter Skelter" 3. "Golden Slumbers"/"Carry That Weight"/"The End" |

| Pappy & Harriet's Palace |
| --- |
| 1. "Save Us" 2. "A Hard Day's Night" 3. "Junior's Farm" 4. "Can't Buy Me Love" 5. "Let Me Roll It" 6. "I've Got a Feeling" 7. "My Valentine" 8. "Nineteen Hundred and Eighty-Five" 9. "Maybe I'm Amazed" 10. "We Can Work It Out" 11. "I've Just Seen a Face" 12. "Love Me Do" 13. "Queenie Eye" 14. "Lady Madonna" 15. "Ob-La-Di, Ob-La-Da" 16. "Letting Go" 17. "Day Tripper" 18. "Band on the Run" 19. "Back in the U.S.S.R." 20. "Hey Jude" Encore: 1. "Hi Hi Hi" 2. "Birthday" 3. "I Saw Her Standing There" |

| Desert Trip 2 |
| --- |
| 1. "A Hard Day's Night" 2. "Jet" 3. "Got to Get You into My Life" 4. "Letting Go" 5. "Day Tripper" 6. "Let Me Roll It" 7. "I've Got a Feeling" 8. "My Valentine" 9. "Nineteen Hundred and Eighty-Five" 10. "Maybe I'm Amazed" 11. "We Can Work It Out" 12. "In Spite Of All The Danger" 13. "I've Just Seen a Face" 14. "Love Me Do" 15. "And I Love Her" 16. "Blackbird" 17. "Here Today" 18. "Queenie Eye" 19. "Lady Madonna" 20. "Four Five Seconds" (Con Rihanna) 21. "Eleanor Rigby" 22. "Being for the Benefit of Mr Kite" 23. "A Day in the Life/Give Peace a Chance" (Con Neil Young) 24. "Why Don't We Do It in the Road?" (Con Neil Young) 25. "Something" 26. "Ob-La-Di, Ob-La-Da" 27. "Band on the Run" 28. "Back in the U.S.S.R." 29. "Let It Be" 30. "Live and Let Die" 31. "Hey Jude" Encore: 1. "Birthday" 2. "Helter Skelter" 3. "Golden Slumbers"/"Carry That Weight"/"The End" |

| Budokan |
| --- |
| 1. "A Hard Day's Night" 2. "Jet" 3. "Drive My Car" 4. "Junior's Farm" 5. "Let Me Roll It" 6. "I've Got a Feeling" 7. "My Valentine" 8. "Nineteen Hundred and Eighty-Five" 9. "Maybe I'm Amazed" 10. "We Can Work It Out" 11. "Every Night" 12. "In Spite of All the Danger" 13. "Love Me Do" 14. "Blackbird" 15. "Here Today" 16. "Queenie Eye" 17. "Lady Madonna" 18. "I Wanna Be Your Man" 19. "Magical Mystery Tour" 20. "Being for the Benefit of Mr Kite" 21. "Ob-La-Di, Ob-La-Da" 22. "Sgt. Pepper's Lonely Hearts Club Band (Reprise)" 23. "Back in the U.S.S.R." 24. "Let It Be" 25. "Live and Let Die" 26. "Hey Jude" Encore: 1. "Yesterday" 2. "Hi Hi Hi" 3. "Golden Slumbers"/"Carry That Weight"/"The End" |

| Setlist 2017 |
| --- |
| 1. "A Hard Day's Night" 2. "Save Us" o "Junior's Farm" 3. "Can't Buy Me Love" 4. "Letting Go" o "Jet" 5. "Temporary Secretary", "All My Loving", "Drive My Car" o "Got to Get You into My Life" 6. "Let Me Roll It" 7. "I've Got a Feeling" 8. "My Valentine" 9. "Nineteen Hundred and Eighty-Five" 10. "Maybe I'm Amazed" 11. "We Can Work It Out" o "I've Just Seen a Face" 12. "In Spite of All the Danger" 13. "You Won't See Me" 14. "Love Me Do" 15. "And I Love Her" 16. "Blackbird" 17. "Here Today" 18. "Queenie Eye" 19. "New" 20. "The Fool on the Hill"+ 21. "Lady Madonna" 22. "Four Five Seconds" 23. "Eleanor Rigby" 24. "I Wanna Be Your Man" 25. "Being for the Benefit of Mr Kite" 26. "Something" 27. "A Day in the Life"/"Give Peace a Chance"++ 28. "Ob-La-Di, Ob-La-Da" 29. "Band on the Run" 30. "Back in the U.S.S.R." 31. "Let It Be" 32. "Live and Let Die" 33. "Hey Jude" Encore: 1. "Yesterday" 2. "Sgt. Pepper's Lonely Hearts Club Band (Reprise)" 3. "Hi Hi Hi" o "Helter Skelter" 4. "Birthday" 5. "Golden Slumbers"/"Carry That Weight"/"The End" - + Interpretada hasta el show en Tinley Park - ++ Interpretada desde los shows en Nueva York |

## Fechas
| Fecha                    | Ciudad            | País            | Recinto                              | Entradas Vendidas/Disponibles | Recaudación  |
| ------------------------ | ----------------- | --------------- | ------------------------------------ | ----------------------------- | ------------ |
| Norteamérica             |                   |                 |                                      |                               |              |
| 13 de abril de 2016      | Fresno            | Estados Unidos  | Save Mart Center                     | 11,976 / 11,976               | $2,443,733   |
| 15 de abril de 2016      | Portland          | Estados Unidos  | Moda Center                          | -                             | -            |
| 17 de abril de 2016      | Seattle           | Estados Unidos  | KeyArena                             | -                             | -            |
| 19 de abril de 2016      | Vancouver         | Canadá          | Rogers Arena                         | -                             | -            |
| 20 de abril de 2016      | Vancouver         | Canadá          | Rogers Arena                         | -                             | -            |
| 30 de abril de 2016      | North Little Rock | Estados Unidos  | Verizon Arena                        | 15,317 / 15,317               | $2,278,118   |
| 2 de mayo de 2016        | Sioux Falls       | Estados Unidos  | Denny Sanford Premier Center         | 10,746 / 10,746               | $2,040,216   |
| 4 de mayo de 2016        | Minneapolis       | Estados Unidos  | Target Center                        | 28,048 / 28,048               | $3,671,696   |
| 5 de mayo de 2016        | Minneapolis       | Estados Unidos  | Target Center                        | 28,048 / 28,048               | $3,671,696   |
| Latinoamérica            |                   |                 |                                      |                               |              |
| 15 de mayo de 2016       | Córdoba           | Argentina       | Estadio Mario Alberto Kempes         | 40,017 / 49,613               | $4,303,620   |
| 17 de mayo de 2016       | La Plata          | Argentina       | Estadio Ciudad de La Plata           | 97,721 / 100,024              | $11,809,700  |
| 19 de mayo de 2016       | La Plata          | Argentina       | Estadio Ciudad de La Plata           | 97,721 / 100,024              | $11,809,700  |
| Europa                   |                   |                 |                                      |                               |              |
| 28 de mayo de 2016       | Düsseldorf        | Alemania        | Esprit Arena                         | -                             | -            |
| 30 de mayo de 2016       | París             | Francia         | AccorHotels Arena                    | -                             | -            |
| 2 de junio de 2016       | Madrid            | España          | Estadio Vicente Calderón             | -                             | -            |
| 10 de junio de 2016      | Múnich            | Alemania        | Estadio Olímpico de Múnich           | -                             | -            |
| 12 de junio de 2016      | Landgraaf         | Países Bajos    | Megaland Landgraaf                   | Festival                      | Festival     |
| 14 de junio de 2016      | Berlín            | Alemania        | Waldbühne                            | -                             | -            |
| 16 de junio de 2016      | Praga             | República Checa | Sazka Arena                          | -                             | -            |
| 24 de junio de 2016      | Bergen            | Noruega         | Bergenhus Festning                   | -                             | -            |
| 27 de junio de 2016      | Herning           | Dinamarca       | Jyske Bank Boxen                     | -                             | -            |
| 30 de junio de 2016      | Werchter          | Bélgica         | Werchter Festival Grounds            | Festival                      | Festival     |
| Norteamérica             |                   |                 |                                      |                               |              |
| 8 de julio de 2016       | Milwaukee         | Estados Unidos  | Marcus Amphitheater                  | Festival                      | Festival     |
| 10 de julio de 2016      | Cincinnati        | Estados Unidos  | U.S. Bank Arena                      | 13,588 / 13,588               | $2,097,022   |
| 12 de julio de 2016      | Philadelphia      | Estados Unidos  | Citizens Bank Park                   | 38,431 / 40,615               | $4,365,986   |
| 17 de julio de 2016      | Boston            | Estados Unidos  | Fenway Park                          | 36,142 / 37,065               | $4,981,074   |
| 19 de julio de 2016      | Hershey           | Estados Unidos  | Hersheypark Stadium                  | 29,665 / 31,297               | $3,519,465   |
| 21 de julio de 2016      | Hamilton          | Canadá          | FirstOntario Centre                  | 14,258 / 14,375               | $2,259,660   |
| 7 de agosto de 2016      | East Rutherford   | Estados Unidos  | MetLife Stadium                      | 52,465 / 52,465               | $7,808,072   |
| 9 de agosto de 2016      | Washington D. C.  | Estados Unidos  | Verizon Center                       | 27,288 / 27,288               | $4,270,782   |
| 10 de agosto de 2016     | Washington D. C.  | Estados Unidos  | Verizon Center                       | 27,288 / 27,288               | $4,270,782   |
| 13 de agosto de 2016     | Saint Louis       | Estados Unidos  | Busch Stadium                        | 43,428 / 43,428               | $4,657,982   |
| 15 de agosto de 2016     | Grand Rapids      | Estados Unidos  | Van Andel Arena                      | 11,280 / 11,280               | $1,883,984   |
| 17 de agosto de 2016     | Cleveland         | Estados Unidos  | Quicken Loans Arena                  | 31,869 / 35,968               | $4,362,515   |
| 18 de agosto de 2016     | Cleveland         | Estados Unidos  | Quicken Loans Arena                  | 31,869 / 35,968               | $4,362,515   |
| 4 de octubre de 2016     | Sacramento        | Estados Unidos  | Golden 1 Center                      | -                             | -            |
| 5 de octubre de 2016     | Sacramento        | Estados Unidos  | Golden 1 Center                      | -                             | -            |
| 8 de octubre de 2016     | Indio             | Estados Unidos  | Empire Polo Club                     | Festival                      | Festival     |
| 13 de octubre de 2016    | Pioneertown       | Estados Unidos  | Pappy & Harriet's Pioneertown Palace | -                             | -            |
| 15 de octubre de 2016    | Indio             | Estados Unidos  | Empire Polo Club                     | Festival                      | Festival     |
| Asia                     |                   | Estados Unidos  |                                      |                               |              |
| 25 de abril de 2017      | Tokio             | Japón           | Nippon Budokan                       | 11,296 / 11,296               | $5,488,025   |
| 27 de abril de 2017      | Tokio             | Japón           | Tokyo Dome                           | 143,826 / 143,826             | $22,802,345  |
| 29 de abril de 2017      | Tokio             | Japón           | Tokyo Dome                           | 143,826 / 143,826             | $22,802,345  |
| 30 de abril de 2017      | Tokio             | Japón           | Tokyo Dome                           | 143,826 / 143,826             | $22,802,345  |
| Norteamérica             |                   |                 |                                      |                               |              |
| 7 de julio de 2017       | Miami             | Estados Unidos  | American Airlines Arena              | 14,149 / 14,149               | $2,030,364   |
| 10 de julio de 2017      | Tampa             | Estados Unidos  | Amalie Arena                         | 14,758 / 14,758               | $2,127,892   |
| 13 de julio de 2017      | Duluth            | Estados Unidos  | Infinite Energy Arena                | 10,992 / 10,992               | $2,320,697   |
| 15 de julio de 2017      | Bossier City      | Estados Unidos  | CenturyLink Center                   | 13,037 / 13,037               | $2,257,824   |
| 17 de julio de 2017      | Oklahoma City     | Estados Unidos  | Chesapeake Energy Arena              | 12,812 / 12,812               | $1,998,990   |
| 19 de julio de 2017      | Wichita           | Estados Unidos  | Intrust Bank Arena                   | 12,053 / 12,053               | $2,091,964   |
| 21 de julio de 2017      | Des Moines        | Estados Unidos  | Wells Fargo Arena                    | 13,549 / 13,549               | $2,169,980   |
| 23 de julio de 2017      | Omaha             | Estados Unidos  | CenturyLink Center Omaha             | 14,535 / 14,535               | $2,213,443   |
| 25 de julio de 2017      | Tinley Park       | Estados Unidos  | Hollywood Casino Amphitheatre        | 46,040 / 46,040               | $3,977,821   |
| 26 de julio de 2017      | Tinley Park       | Estados Unidos  | Hollywood Casino Amphitheatre        | 46,040 / 46,040               | $3,977,821   |
| 11 de septiembre de 2017 | Newark            | Estados Unidos  | Prudential Center                    | 28,166 / 28,166               | $4,944,591   |
| 12 de septiembre de 2017 | Newark            | Estados Unidos  | Prudential Center                    | 28,166 / 28,166               | $4,944,591   |
| 15 de septiembre de 2017 | Nueva York        | Estados Unidos  | Madison Square Garden                | 30,213 / 30,213               | $6,448,272   |
| 17 de septiembre de 2017 | Nueva York        | Estados Unidos  | Madison Square Garden                | 30,213 / 30,213               | $6,448,272   |
| 19 de septiembre de 2017 | Brooklyn          | Estados Unidos  | Barclays Center                      | 30,002 / 30,002               | $4,392,370   |
| 21 de septiembre de 2017 | Brooklyn          | Estados Unidos  | Barclays Center                      | 30,002 / 30,002               | $4,392,370   |
| 23 de septiembre de 2017 | Syracuse          | Estados Unidos  | Carrier Dome                         | 36,200 / 36,200               | $3,820,130   |
| 26 de septiembre de 2017 | Uniondale         | Estados Unidos  | Nassau Veterans Memorial Coliseum    | 24,723 / 24,723               | $4,233,509   |
| 27 de septiembre de 2017 | Uniondale         | Estados Unidos  | Nassau Veterans Memorial Coliseum    | 24,723 / 24,723               | $4,233,509   |
| 1 de octubre de 2017     | Detroit           | Estados Unidos  | Little Caesars Arena                 | 30,166 / 30,166               | $4,525,832   |
| 2 de octubre de 2017     | Detroit           | Estados Unidos  | Little Caesars Arena                 | 30,166 / 30,166               | $4,525,832   |
| Latinoamérica            |                   |                 |                                      |                               |              |
| 13 de octubre de 2017    | Porto Alegre      | Brasil          | Estadio Beira-Rio                    | 45,774 / 46,989               | $6,054,860   |
| 15 de octubre de 2017    | São Paulo         | Brasil          | Allianz Parque                       | 46,070 / 46,657               | $5,613,520   |
| 17 de octubre de 2017    | Belo Horizonte    | Brasil          | Estadio Mineirão                     | 41,374 / 49,025               | $4,241,190   |
| 20 de octubre de 2017    | Salvador          | Brasil          | Arena Fonte Nova                     | 49,868 / 57,918               | $4,923,040   |
| 28 de octubre de 2017    | Ciudad de México  | México          | Estadio Azteca                       | 48,026 / 48,026               | $6,234,337   |
| Oceania                  |                   |                 |                                      |                               |              |
| 2 de diciembre de 2017   | Perth             | Australia       | nib Stadium                          | 22,435 / 22,435               | $3,441,983   |
| 5 de diciembre de 2017   | Melbourne         | Australia       | AAMI Park                            | 59,002 / 59,002               | $9,623,682   |
| 6 de diciembre de 2017   | Melbourne         | Australia       | AAMI Park                            | 59,002 / 59,002               | $9,623,682   |
| 9 de diciembre de 2017   | Brisbane          | Australia       | Suncorp Stadium                      | 40,671 / 40,671               | $5,829,409   |
| 11 de diciembre de 2017  | Sídney            | Australia       | Qudos Bank Arena                     | 29,087 / 29,087               | $6,035,330   |
| 12 de diciembre de 2017  | Sídney            | Australia       | Qudos Bank Arena                     | 29,087 / 29,087               | $6,035,330   |
| 16 de diciembre de 2017  | Auckland          | Nueva Zelanda   | Mount Smart Stadium                  | 34,901 / 34,901               | $3,644,504   |
| Total                    | Total             | Total           | Total                                | 1,405,964 / 1,444,321 (97%)   | $200,811,769 |

### Fechas canceladas
| Fecha                 | Ciudad   | País     | Recinto                   | Motivo                |
| --------------------- | -------- | -------- | ------------------------- | --------------------- |
| 24 de octubre de 2017 | Medellín | Colombia | Estadio Atanasio Girardot | Baja venta de boletos |